# Rick Norlock
 (décembre 2012).
Si vous disposez d'ouvrages ou d'articles de référence ou si vous connaissez des sites web de qualité traitant du thème abordé ici, merci de compléter l'article en donnant les références utiles à sa vérifiabilité et en les liant à la section « Notes et références ».
Rick Norlock (né le 7 mars 1948 à Chapleau, Ontario) est un homme politique canadien.

## Biographie
Il a été député à la Chambre des communes du Canada, représentant la circonscription ontarienne de Northumberland—Quinte West de 2006 à 2015 sous la bannière du Parti conservateur du Canada.
Avant de se lancer en politique, il a travaillé comme policier pour la Police provinciale de l'Ontario. Il fut candidat pour l'Alliance canadienne dans la circonscription de Northumberland lors de l'élection de 2000, terminant deuxième derrière le libéral Paul Macklin. Il ne s'est pas représenté lors des élections générales de 2015.